# 1957 год в кино

## Фильмы

### Мировое кино
- «12 разгневанных мужчин» / 12 Angry Men, США (реж. Сидни Люмет)
- «Атака крабов-монстров» / Attack of the crab monsters, США (реж. Роджер Корман)
- «Белые ночи» / Le notti bianche, Италия (реж. Лукино Висконти)
- «Вампиры» / I Vampiri, Италия (реж. Риккардо Фреда и Марио Бава)
- «Жажда»  /  Pyaasa, Индия (реж. Гуру Датт)
- «Забавная мордашка» / Funny face, США (реж. Стэнли Донен)
- «Закон есть закон» / La Loi C’Est La Loi…, Франция-Италия (реж. Кристиан-Жак)
- «Земляничная поляна» / Smultronstället, Швеция (реж. Ингмар Бергман)
- «Зубастая улыбка» / Usmiech zebiczny, Польша (реж. Роман Полански)
- «Король в Нью-Йорке» / A King In New York, Великобритания (реж. Чарли Чаплин)
- «Крик» / Il grido, Италия (реж. Микеланджело Антониони)
- «Крылья орлов» / The Wings Of Eagles, США (реж. Джон Форд)
- «Лифт на эшафот» / Ascenseur Pour L’Echafaud, Франция (реж. Луи Маль)
- «Лицо в толпе» / A Face in the Crowd, США (реж. Элиа Казан)
- «Любовь после полудня» / Love in the afternoon, США (реж. Билли Уайлдер)
- «Мать Индия»  /  Mother India, Индия (реж. Мехбуб Хан)
- «Мост через реку Квай» / The Bridge on the River Kwai, Великобритания-США (реж. Дэвид Лин)
- «На дне» / どん底, Япония (реж. Акира Куросава)
- «Ночи Кабирии» / Le Notti di Cabiria, Италия (реж. Федерико Феллини)
- «Проклятие Франкенштейна» / The Curse of Frankenstein, Великобритания (реж. Теренс Фишер)
- «Разгоняем танцульку» / Rozbijemy zabawe, Польша (реж. Роман Полански)
- «Седьмая печать»/Det Sjunde Inseglet, Швеция (реж. Ингмар Бергман)
- «Сладкий запах успеха» / Sweet Smell of Success, США (реж. Александр Маккендрик)
- «Трон в крови» / 蜘蛛巣城, Япония (реж. Акира Куросава)
- «Убийство» / Morderstwo, Польша (реж. Роман Полански)
- «Шёлковые чулки» / Silk Stockings, США (реж. Рубен Мамулян)

### Советское кино

#### Фильмы Азербайджанской ССР
- «Двое из одного квартала», (реж. Илья Гурин и Аждар Ибрагимов)
- «Под знойным небом», (реж. Лятиф Сафаров)
- «Так рождается песня», (реж. Микаил Микаилов и Рза Тахмасиб)

#### Фильмы БССР
- «Наши соседи»
- «Полесская легенда»

#### Фильмы Грузинской ССР
- «Заноза», (реж. Нико Санишвили)
- «Отарова вдова», (реж. Михаил Чиаурели)

#### Фильмы РСФСР
- «Высота», (реж. Александр Зархи)
- «Девушка без адреса», (реж. Эльдар Рязанов)
- «Дело было в Пенькове», (реж. Станислав Ростоцкий)
- «Дом, в котором я живу», (реж. Лев Кулиджанов и Яков Сегель)
- «Дон Кихот», (реж. Григорий Козинцев)
- «Екатерина Воронина», (реж. Исидор Анненский)
- «Коммунист», (реж. Юлий Райзман)
- «Ленинградская симфония», (реж. Захар Аграненко)
- «Летят журавли», (реж. Михаил Калатозов)
- «Ночной патруль», (реж. Владимир Сухобоков)
- «Огненные вёрсты», (реж. Самсон Самсонов)
- «Отряд Трубачёва сражается», (реж. Илья Фрэз)
- «Рассказы о Ленине», (реж. Сергей Юткевич)
- «Улица полна неожиданностей», (реж. Сергей Сиделёв)
- «Хождение по мукам. Фильм 1. Сёстры», (реж. Григорий Рошаль)

#### Фильмы УССР
- «Страницы былого», (реж. Евгений Ташков)
- «Штепсель женит Тарапуньку», (реж. Юрий Тимошенко и Ефим Березин)

## Лидеры проката
- «Сёстры», (реж. Григорий Рошаль) — 2 место, 42 500 000 зрителей
- «Ночной патруль», (реж. Владимир Сухобоков) — 3 место, 36.42 млн. зрителей.

## Персоналии

### Родились
- 27 февраля — Татьяна Догилева — советская и российская актриса театра и кино.
- 17 марта — Дмитрий Астрахан — советский и российский режиссёр театра и кино.

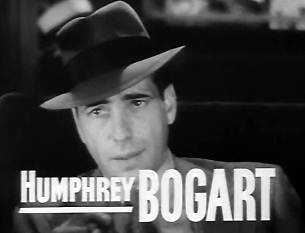
Хамфри Богарт в фильме «Невидимые полосы» (1939)

- 20 марта — Спайк Ли — американский кинорежиссёр, сценарист и актёр.
- 25 марта — Тамара Акулова — советская и российская актриса театра и кино, педагог.
- 29 марта — Кристофер Ламберт — французский и американский актёр, лауреат премии «Сезар» (1986).
- 10 августа — Андрей Краско — советский и российский актёр театра и кино.
- 6 декабря — Михаил Евдокимов — советский и российский артист эстрады, юморист, киноактёр, заслуженный артист России.

### Скончались
- 14 января — Хамфри Богарт — американский киноактёр.
- 25 марта — Макс Офюльс — немецкий кинорежиссёр.
- 30 марта — Соава Галлоне, итальянская актриса и сценарист немого кино.
- 29 октября — Луис Б. Майер — американский кинопродюсер.